# Dem'eanka-Naddnistreanska, Jîdaciv
Dem'eanka-Naddnistreanska (în ucraineană Дем'янка-Наддністрянська) este un sat în comuna Zaricicea din raionul Jîdaciv, regiunea Liov, Ucraina.

## Demografie
Componența lingvistică a localității Dem'eanka-Naddnistreanska
     Ucraineană (99,55%)
     Alte limbi (0,45%)
Conform recensământului din 2001, majoritatea populației localității Dem'eanka-Naddnistreanska era vorbitoare de ucraineană (99,55%), existând în minoritate și vorbitori de alte limbi.